# Stade Al-Thumama
 (avril 2025).
Le stade Al-Thumama (en arabe : استاد الثمامة) est un stade de football situé dans le district Al-Thumama à Doha au Qatar.

## Histoire
Construit pour accueillir des matchs de la Coupe du monde 2022 organisée au Qatar, le stade de 40 000 places est inauguré le 22 octobre 2021 pour la finale de la Coupe du Qatar de football.
Il accueille par la suite des matchs de la Coupe arabe de la FIFA 2021.

## Matchs de compétitions internationales
Coupe du monde de football 2022
| Date              | Tour               | Équipe 1 | Score | Équipe 2   | Spectateurs |
| ----------------- | ------------------ | -------- | ----- | ---------- | ----------- |
| 21 novembre 2022  | Groupe A           | Sénégal  | 0 - 2 | Pays-Bas   | 41 721      |
| 23 novembre 2022  | Groupe E           | Espagne  | 7 - 0 | Costa Rica | 40 013      |
| 25 novembre 2022  | Groupe A           | Qatar    | 1 - 3 | Sénégal    | 41 797      |
| 27 novembre 2022  | Groupe F           | Belgique | 0 - 2 | Maroc      | 43 738      |
| 29 novembre 2022  | Groupe B           | Iran     | 0 - 1 | États-Unis | 42 127      |
| 1er décembre 2022 | Groupe F           | Canada   | 1 - 2 | Maroc      | 43 102      |
| 4 décembre 2022   | Huitième de finale | France   | 3 - 1 | Pologne    | 40 989      |
| 10 décembre 2022  | Quart de finale    | Maroc    | 1 - 0 | Portugal   | 44 198      |

## Événements
- Coupe arabe de la FIFA 2021
- Coupe du monde de football 2022
- Coupe d'Asie des nations de football 2023